# イアン・マッコール
イアン・マッコール（Ian McCall、1984年7月5日 - ）は、アメリカ合衆国の元男性総合格闘家。カリフォルニア州ニューポートビーチ出身。チーム・オーヤマ所属。カンフー黒帯。元TPFフライ級王者。

## 来歴
少年時代は喧嘩に明け暮れており、酒やドラッグを嗜んでいた。マッコールは当時の自分を振り返って「俺はギャングだった」と語っている。初期のUFCを見て総合格闘技を知る。
学生時代にレスリングを経験。2002年から格闘技を始め、ブラジリアン柔術紫帯とカンフー黒帯を持つ。
2009年1月25日、WEC 38でドミニク・クルーズと対戦し、判定負け。この試合を境に格闘家として一時休業しており、その期間に鎮痛剤や精神安定剤の濫用により、心肺停止に陥ったため病院に運ばれた事もあったという。
その後はTPFに参戦し、2011年にはダレル・モナヒューを裸絞めで下し、TPFフライ級王座を獲得した。

### UFC
2012年3月3日、UFC初参戦となったUFC on FX 2の世界フライ級王座決定トーナメント準決勝でデメトリアス・ジョンソンと対戦。3Rを戦い抜いた後、判定1-2でジョンソンの勝利が発表されるも、その後ジャッジの採点ミスが発覚し、正式には0-1のドローであったことが判明。これにより6月に再戦が組まれる事が発表された。また、この試合はファイト・オブ・ザ・ナイトを受賞した。
2012年6月8日、UFC on FX 3の世界フライ級王座決定トーナメント準決勝でデメトリアス・ジョンソンと再戦し、判定負け。
2013年2月2日、UFC 156でジョセフ・ベナビデスと対戦し、判定負け。
2014年7月19日、UFC Fight Night: McGregor vs. Brandaoでフライ級ランキング9位のブラッド・ピケットと対戦し、判定勝ち。
2015年1月31日、UFC 183でフライ級ランキング6位のジョン・リネカーと対戦し、判定負け。試合はリネカーの体重超過により59kg契約で行われた。

### RIZIN
2017年12月29日、ワイルドカードで出場したRIZIN FIGHTING WORLD GRAND-PRIX 2017 2nd ROUNDのバンタム級トーナメント2回戦でマネル・ケイプと対戦し、ケイプの膝蹴りで額をカット流血し、ドクターストップで1RTKO負けを喫した。
2018年5月6日、RIZIN.10で堀口恭司と対戦し、左フックで1RKO負けを喫した。
2018年5月22日、現役引退を表明。現在はチームオーヤマで選手を指導している。

## 戦績
| 総合格闘技 戦績 | 総合格闘技 戦績 | 総合格闘技 戦績 | 総合格闘技 戦績 | 総合格闘技 戦績 | 総合格闘技 戦績 | 総合格闘技 戦績 |
| --------------- | --------------- | --------------- | --------------- | --------------- | --------------- | --------------- |
| 21 試合         | (T)KO           | 一本            | 判定            | その他          | 引き分け        | 無効試合        |
| 13 勝           | 4               | 3               | 6               | 0               | 1               | 0               |
| 7 敗            | 2               | 1               | 4               | 0               | 1               | 0               |

| 勝敗 | 対戦相手                 | 試合結果                         | 大会名                                                                          | 開催年月日     |
| ×    | 堀口恭司                 | 1R 0:09 KO（左フック）           | RIZIN.10                                                                        | 2018年5月6日   |
| ×    | マネル・ケイプ           | 1R 1:46 TKO（ドクターストップ）  | RIZIN FIGHTING WORLD GRAND-PRIX 2017 2nd ROUND 【バンタム級トーナメント 2回戦】 | 2017年12月29日 |
| ×    | ジョン・リネカー         | 5分3R終了 判定0-3                | UFC 183: Silva vs. Diaz                                                         | 2015年1月31日  |
| ○    | ブラッド・ピケット       | 5分3R終了 判定3-0                | UFC Fight Night: McGregor vs. Brandao                                           | 2014年7月19日  |
| ○    | イリアルデ・サントス     | 5分3R終了 判定3-0                | UFC 163: Aldo vs. Korean Zombie                                                 | 2013年8月3日   |
| ×    | ジョセフ・ベナビデス     | 5分3R終了 判定0-3                | UFC 156: Aldo vs. Edgar                                                         | 2013年2月2日   |
| ×    | デメトリアス・ジョンソン | 5分3R終了 判定0-3                | UFC on FX 3: Johnson vs. McCall 【フライ級王座決定トーナメント 準決勝】         | 2012年6月8日   |
| △    | デメトリアス・ジョンソン | 5分3R終了 判定0-1                | UFC on FX 2: Alves vs. Kampmann 【フライ級王座決定トーナメント 準決勝】         | 2012年3月3日   |
| ○    | ダレル・モナヒュー       | 3R 2:15 チョークスリーパー       | TPF 10: Let the Chips Fall 【TPFフライ級タイトルマッチ】                        | 2011年8月5日   |
| ○    | ダスティン・オーティス   | 5分3R終了 判定3-0                | TPF 9: The Contenders                                                           | 2011年4月6日   |
| ○    | ジュシー・フォルミーガ   | 5分3R終了 判定3-0                | TPF 8: All or Nothing                                                           | 2011年2月18日  |
| ○    | ジェフ・ウィーリンガム   | 1R 2:17 三角絞め                 | MEZ Sports: Pandemonium 3                                                       | 2010年11月19日 |
| ×    | ドミニク・クルーズ       | 5分3R終了 判定0-3                | WEC 38: Varner vs. Cerrone                                                      | 2009年1月25日  |
| ○    | ケビン・ダンスモア       | 5分3R終了 判定3-0                | Total Combat 32                                                                 | 2008年10月2日  |
| ×    | チャーリー・ヴァレンシア | 1R 3:19 ギロチンチョーク         | WEC 31: Faber vs. Curran                                                        | 2007年12月12日 |
| ○    | コティ・ウィーラー       | 3R 4:34 TKO（パンチ連打）        | WEC 30: McCullough vs. Crunkilton                                               | 2007年9月5日   |
| ○    | リック・マッコーケル     | 1R 0:13 KO（パンチ）             | Battle in the Ballroom: Summer Fist 2007                                        | 2007年6月28日  |
| ○    | クリス・デイビッド       | 5分3R終了 判定3-0                | Total Combat 15                                                                 | 2006年7月15日  |
| ○    | ムサ・トリバー           | 2R終了時 TKO（棄権）             | WFC: Rumble at the Ramada                                                       | 2005年12月8日  |
| ○    | クリス・アセヴェド       | 1R終了時 TKO（コーナーストップ） | Crown Fighting Championship 1                                                   | 2004年9月4日   |
| ○    | ジェリー・サムソン       | 2R 2:32 チョークスリーパー       | Warriors Quest 6: Best of the Best                                              | 2002年8月3日   |

## 獲得タイトル
- 第3代TPFフライ級王座（2011年）

## 表彰
- UFC ファイト・オブ・ザ・ナイト（2回）
- SHERDOG カムバック・オブ・ザ・イヤー（2011年）